# Lift/リフト
『Lift/リフト』（原題：Lift）は、F・ゲイリー・グレイ監督、ダニエル・クンカ脚本による2024年公開のアメリカ合衆国の強盗コメディ映画。ケヴィン・ハート（プロデューサー兼任）、ググ・バサ＝ロー、ヴィンセント・ドノフリオ、ウルスラ・コルベロ、ビリー・マグヌッセン、ジェイコブ・バタロン、ジャン・レノ、サム・ワーシントンらが出演した。
プロットは、国際的な泥棒とその仲間がインターポールの捜査官と協力し、旅客機に積まれた5億ドル相当の金塊を盗むというもの。

## キャスト
※括弧内は日本語吹替。
- サイラス・ウィテカー - ケヴィン・ハート（高木渉）: 強盗団のリーダー。
- アビー・グラッドウェル - ググ・バサ＝ロー（佐古真弓）: インターポールの諜報員。
- デントン - ヴィンセント・ドノフリオ（楠見尚己）: 変装の達人。
- カミラ - ウルスラ・コルベロ（英語版）（高橋雛子）: パイロット。
- マグナス - ビリー・マグヌッセン（兼政郁人）: 金庫破り。
- ルーク - ヴィヴェイク・カルラ（小野元春）: エンジニア。
- ミソン - キム・ユンジ（野口瑠璃子）: ハッカー。
- ハクスリー - サム・ワーシントン（東地宏樹）: アビーの上司。
- コーマック - バーン・ゴーマン（佐々木睦）: ヨルゲンセンの手下。
- N8 - ジェイコブ・バタロン（吉田ウーロン太）: NFTアーティスト。
- ラーズ・ヨルゲンセン - ジャン・レノ（菅生隆之）: 銀行家兼テロリスト。
- ドナル - ポール・アンダーソン : ヨルゲンセンの手下。
- ハリー - デビッド・プラウド : 航空管制局の乗務員連絡係。
- アーサー・ティーグ - ジェス・リアウディン : インターポールの内通者。

- 日本語吹替版その他出演：若林佑、岩中睦樹、米田えん、岡本幸輔、降旗雄司、永谷将之、三宅貴洋、ボルケーノ太田、清水優譲、冨沢竜也、和田録朗、上田ゆう子、島田高虎、松平春香、ツノダ順子、須川晶紀

- 日本語吹替版制作スタッフ 演出：太田信乃、翻訳：李静華、調整：佐野泰広、制作進行：金子奈央、制作：東北新社

## 制作
2021年3月、ダン・クンカのスペック・スクリプト『Lift』がNetflixに買収され、サイモン・キンバーグのKinberg Genre Filmsとマット・リーヴスの6th & Idaho Motion Picture Companyがプロデュースを手掛けることになった。9月には、F・ゲイリー・グレイが監督、ケヴィン・ハートが主演とプロデュースを務めることが決まった。

## 公開
『Lift/リフト』は2024年1月12日にNetflixで配信開始された。当初は2023年8月25日に配信開始予定だったが、アメリカ合衆国で2023年に発生したSAG-AFTRAストライキの影響で延期された。公開から6月末までに1億2900万回再生され、2024年上半期のNetflix映画としては『ダムゼル/運命を拓きし者』に次いで2番目に視聴された作品となった。